# Higashimatsushima

Higashimatsushima (東松島市 Higashimatsushima-shi?) este un municipiu din Japonia, prefectura Miyagi.